# سیارک ۴۴۶۲
سیارک ۴۴۶۲ (به انگلیسی: 4462 Vaughan، نامگذاری:1952HJ2) چهار هزار و چهارصد و شصت و دومین سیارک کشف شده‌است که در ۲۴ آوریل ۱۹۵۲ کشف شد.
قدر مطلق سیارک برابر ۱۲٫۱۰ است.